# Plinkajmy Małe
Plinkajmy Małe (niem. Adlig-Plienkeim) – nieistniejąca już miejscowość w Polsce, położona w województwie warmińsko-mazurskim, w powiecie kętrzyńskim, w gminie Barciany.

## Nazwa
17 października 1949 r. ustalono urzędową polską nazwę miejscowości – Plinkajmy Małe, określając drugi przypadek jako Plinkajm Małych, a przymiotnik – małoplinkajmski.

## Historia
Miejscowość przestała istnieć po drugiej wojnie światowej (po 1945 roku).